# Сознательный отказ от оплаты военных расходов
Сознательный отказ от оплаты военных расходов — правовая стратегия, распространяющая на сферу налогообложения убеждения сознательных отказчиков (отказчиков от военной службы по соображениям совести), которым противоречит несение военной службы. В силу неприятия любых форм милитаризма отказчики по соображениям совести настаивают, что их налоговые платежи не должны использоваться на военные цели.
Некоторые сторонники налогового сопротивления (англ. Tax resistance) выступают за юридическое признание права на сознательный отказ от оплаты военных расходов. В то время как другие отказываются от уплаты налогов, не заботясь о том, имеет ли их позиция законное обоснование.

## Обоснование
Сторонники сознательного отказа от оплаты военных расходов считают его логическим продолжением отказа от военной службы по соображениям совести. Человек с религиозным или нравственным неприятием убийства людей, очевидно, будет чувствовать себя ответственным, когда платит кому-то другому за убийство или приобретает орудие убийства. Если правительство уважает право человека не участвовать в убийствах своими руками и организует альтернативную гражданскую службу, то оно также должно уважать право человека избегать косвенного участия в этом.
Сторонники законного признания права сознательного отказа от оплаты военных расходов полагают, что оно имеет множество преимуществ, которые выходят за пределы самого отказа:
- Данное право позволит людям не опасаться насильственного принуждения к уплате налогов, противоречащих их убеждениям.
- Оно будет способствовать укреплению свободы вероисповедания и свободы совести, а также поможет в информировании людей о сделанном выборе в отношении милитаризма и военных расходов. Как утверждает один из членов движения Peace Tax Seven Саймон Хейвуд (Simon Heywood), «это расширит юридическое признание данного права благодаря абсолюту ценности человеческой жизни»[1].
- Данная возможность увеличит государственное финансирование, поощряя сторонников налогового сопротивления становиться законопослушными налогоплательщиками.
- Средства, полученные государством в результате введения механизма отказа от оплаты военных расходов, могут выступать в качестве дополнительного источника финансирования для развития социальных и иных общественно-значимых программ и проектов.
- Это также позволит стимулировать развитие антимилитаристского законодательства и переоценку военных расходов.

## Прецеденты и законопроекты
Проекты корректировки налогового законодательства в соответствии с убеждениями сознательных отказчиков рассматривались во многих странах мира. Начало широкой международной кампании по внесению подобных законопроектов пришлось на 1975 год, однако до сих пор ни одна страна мира не признала законным право налогоплательщика направлять все свои налоги только на мирные (не военные) цели.

### США и Канада
В сфере военного налогообложения имел место по крайней мере один юридический, установленный правительством, исторический прецедент: «альтернативный налог», относящийся непосредственно к пошлине на содержание милиции (ополчения), который продержался в Верхней Канаде в течение восьми лет:
В 1793 году в Верхней Канаде губернатор Джон Грейвс Симко предложил меннонитам, квакерам и бретренам освобождение от обязанностей милиции, чтобы поощрить их иммиграцию в Канаду. Однако они должны были платить за то, что другие могли служить вместо них … В 1841 году, после многих лет лоббирования, правительство согласилось использовать этот налог для финансирования общественных работ. В 1849 году налог был отменен.
Следует иметь в виду, что приведенная цитата относится к альтернативному налогу в обмен на «милицейскую обязанность» и не содержит упоминания об оснащении милиции и т. п. В этом отношении его можно рассматривать как еще одну форму квази-альтернативной гражданской службы для отказчиков совести. Тем не менее, этот налог все еще остается прецедентом, потому что это было первое фактическое изменение системы налогообложения.
В 1960-х годах группа квакеров в Соединенных Штатах разработала законопроект, который позволял бы отказчикам совести платить свои налоги ЮНИСЕФ (Детский фонд ООН), а не казначейству США. В 1972 году в Конгрессе США было предложено принять закон о создании «Фонда мирного налога». Начиная с 2008 года данная заявка называется Religious Freedom Peace Tax Fund Act, а для ее поддержки создана некоммерческая организация NCPTF (National Campaign for a Peace Tax Fund).
В Канаде первый подобный законопроект был представлен парламенту в 1983 году, кроме того были предложены еще несколько других законов, но с тех пор они не были приняты. Член парламента от Новой демократической партии Билл Сиксей внес законопроекты C-397 (38-й парламент, май 2005 г.) и C-390 (40-й парламент, май 2009 г.). Последний раз эти предложения были представлены в 2011 году как законопроект C-363. Это был частный законопроект, предложенный депутатом от НДП Алексом Атаманенко (Alex Atamanenko), согласно которому подоходный налог, уплачиваемый канадскими сознательными отказчиками, помещается на специальный счет, который должен ежегодно проверяться парламентским сотрудником по бюджету и использоваться исключительно для целей миростроительства. Отказчики по соображениям совести могли бы зарегистрироваться в Налоговом агентстве Канады, чтобы их налоги можно было отделить от военных расходов.

### Великобритания
Инициативная группа Peace Tax Seven, состоящая из семи британских граждан, в 2004 году запустила юридическую процедуру признания права сознательных отказчиков не оплачивать военные расходы в соответствии с европейским законодательством. В период с 2004 по 2007 годы адвокаты направили серию запросов в британское Казначейство с просьбой создания так называемого Peace Fund («фонда мира»), но получили отказ ведомства. Жалоба рассматривалась Верховным судом Великобритании, Апелляционным судом и Палатой лордов, но была отклонена. Жалоба в Европейский суд по правам человека также осталась без удовлетворения (полноценное слушание дела не состоялось).
Еще одна попытка была предпринята в 2012 году от имени одного из членов группы Роя Проктера (Roy Prockter, 1949—2014), но снова был получен отказ ЕСПЧ даже в предварительном слушании.

### Швейцария
В Швейцарии, одной из наиболее развитых демократий мира, в настоящий момент действует смешанная система налогообложения для отказчиков совести. Согласно CIVIVA (Ассоциация гражданской службы Швейцарии) она подразумевает два вида налогов:
1. Подоходный налог, а также всевозможные потребительские налоги, к которым относят: НДС, акцизы, транспортный налог, таможенные сборы и пр. Данные налоги являются источником дохода федерального бюджета и, как следствие, участвуют в расходах военного назначения. Отказаться или избежать уплаты налогов данного типа практически невозможно.
2. «Налог освобождения» (англ. Exemption tax), непосредственно связанный с военной службой и финансированием военных расходов. Каждый молодой мужчина в возрасте от 18 до 30 лет обязан пройти службу в швейцарской армии или государственных структурах, связанных с гражданской защитой или социальной сферой (работа в больнице, защита природы и т. д.). Налог освобождения позволяет на законных основаниях отсрочить или заменить данную службу денежным взносом на военные и иные государственные нужды, размер которого составляет 3 % от годового дохода гражданина (но не менее 400 швейцарских франков).
  - Если мужчина, выбравший военную службу, не собирается проходить ее в текущем году, с него взимается налог освобождения, который будет возмещен ему, если он успеет пройти службу до наступления 30 лет. В противном случае налог не возвращается.
  - Если мужчина проходит гражданскую службу (англ. Civil service), то применяется схема, изложенная выше. Однако служащие обязаны отработать все положенные по закону дни, поэтому по окончании службы налог им всегда возвращается.
  - Если мужчина проходит службу в организациях гражданской защиты (англ. Civil protection), он должен платить налог освобождения, но с каждым днем его сумма уменьшается примерно на 4 %.
  - Если мужчина признается негодным к прохождению службы по состоянию здоровья, налог освобождения платится каждый год, пока мужчине не исполнится 30 лет.

Таким образом, единственным способом сократить свой вклад в финансирование военных расходов для отказчиков совести является полное прохождение альтернативной гражданской службы.

### Россия
Особенности развития государственного строя Российской Империи, с опорой на полицейскую форму поддержания правопорядка внутри страны и всеобщую военную мобилизацию в случае внешней угрозы, нередко становились причиной возникновения конфликтов отдельных личностей и религиозных групп с властью. Известны публичные заявления, осуждающие милитаризм, среди просвещенных людей XIX—XX века: Лев Толстой, арх. Спиридон (Кисляков) и др. Одной из заметных форм протеста явилось сожжение оружия духоборами (1895) и их эмиграция в Канаду (1898—1899).
Отказ от оплаты военных расходов как форма налогового сопротивления милитаризации экономики и общественной жизни в России не получил широкого распространения. Однако принципиальные неплательщики налогов известны в России с XVII века: радикальные старообрядцы (бегуны и нетовцы, «неплательщики» на Урале), несколько направлений «истинно-православных» в советское время. Религиозные мотивы отказа от уплаты налогов зачастую переплетались с политическими («власть нелегитимна» и пр.). По неподтвержденным данным группы неплательщиков существуют в России и сегодня, проповедуя неуплату налогов наряду с другими формами неучастия в делах государства, как то: не служить в армии, не носить документов, не употреблять денег и т. п.
Право на альтернативную гражданскую службу (без оружия в руках) на официальном уровне было закреплено в Конституции РФ в 1993 году, а принятие закона об альтернативной гражданской службе состоялось в 2002 году при активном участии правых демократических сил. Признанием сознательного отказа от оплаты военных расходов на законодательном уровне с 2018 года занимается независимая инициативная группа.

### Другие страны
Одним из известных прецедентов юридического признания отказа от оплаты военных расходов является современное законодательство Италии. Право на перечисление части подоходного налога (0,5 %) в неправительственные организации, деятельность которых посвящена социально-значимым вопросам, а также ненасильственному урегулированию конфликтов в различных частях света, было зафиксировано на национальном уровне в 2006 году. В то же время попытки добиться аналогичных изменений в других странах ЕС пока не увенчались успехом. Тем не менее, законопроекты, предусматривающие различные формы отказа от оплаты военных расходов, находят своих сторонников как в Европе, так и за ее пределами.

## Возражения
Существует ряд распространенных возражений против сознательного отказа от оплаты военных расходов. Некоторые люди выступают против признания отказа по соображениям совести даже в отношении самой военной службы и призыва на военную службу, утверждая, что все граждане обязаны служить в армии, когда страна этого требует, и что никто не должен ожидать к себе особого отношения. Этот аргумент приводится также и в качестве возражения на отказ оплаты военных расходов.
Другие утверждают, что механизм отказа от оплаты военных расходов будет слишком сложно реализовать.
Еще одно часто высказываемое возражение заключается в том, что сознательный отказ, если будет позволен, создаст прецедент и возможность для отдельных налогоплательщиков отказаться от налоговых взносов в любую финансируемую налогами деятельность, которую они не хотят поддерживать (включая, например, государственное образование и здравоохранение).
Анархисты утверждают, что финансировать правительство вообще означает финансировать насилие, и поэтому единственная истинно пацифистская стратегия сознательного отказа — тотальное налоговое сопротивление.

### Возражения отказчиков совести
Некоторые отказчики по соображениям совести также выражают сомнения в целесообразности законодательного признания отказа от оплаты военных расходов. Они утверждают, что законодательные предложения, которые были выдвинуты до настоящего времени и которые легализовали бы этот отказ, на самом деле имели бы парадоксальный эффект, заключающийся в том, чтобы отказчики по соображениям совести стали бы финансировать даже больше военных расходов, чем раньше.
Они отмечают легкость, с которой правительство может перемещать деньги с места на место в государственном бюджете, занимая или сокращая их по другим статьям расхода, когда не хватает средств. Таким образом, если будет создан «Фонд мирного налогообложения», то это будет означать лишь то, что правительство сэкономит больше средств на социальных проектах, и вероятным результатом этого будет повышение военных расходов. То есть принятие такого закона, как Religious Freedom Peace Tax Fund Act в Соединенных Штатах, просто увеличит размер бюджета и точно не уменьшит количество средств, потраченных на вооруженные силы.
Критики также полагают, что аналогия с отказом от военной службы по соображениям совести в случае с отказом оплаты военных расходов некорректна. Отказчики от военной службы по соображениям совести не берут в руки оружие и им нет необходимости брать на себя ответственность за оплату убийства людей, если они этого не хотят.

Еще одно возражение заключается в том, что сделать отказ от оплаты военных расходов легальным означает — сделать его не протестом против зла и не противостоянием злу, а компромиссом с ним. Один из отказчиков, христианин по вероисповеданию, Фил Шенк (Phil Schenk) аргументировал это так: 
Мирские (светские) приоритеты должны быть оспорены словом и делом. Если дела, оспаривающие эти приоритеты, совершаются на законных основаниях, то они не являются протестом. Если же они незаконны, то подтверждают однозначное несогласие со светскими ценностями. Последнее привлекает внимание государства, первое — нет.